# منتخب السلفادور لكأس فيد
منتخب السلفادور لكأس فيد (بالإسبانية: Equipo de Fed Cup de El Salvador)‏ هو ممثل السلفادور الرسمي في كرة المضرب في كأس فيد
.